# Iván Román
Iván Ramiro Román Hurtado (ur. 12 lipca 2006 w Santiago) – chilijski piłkarz występujący na pozycji środkowego obrońcy, od 2025 roku zawodnik brazylijskiego Atlético Mineiro.